# Kloster Saint-Guilhem-le-Désert

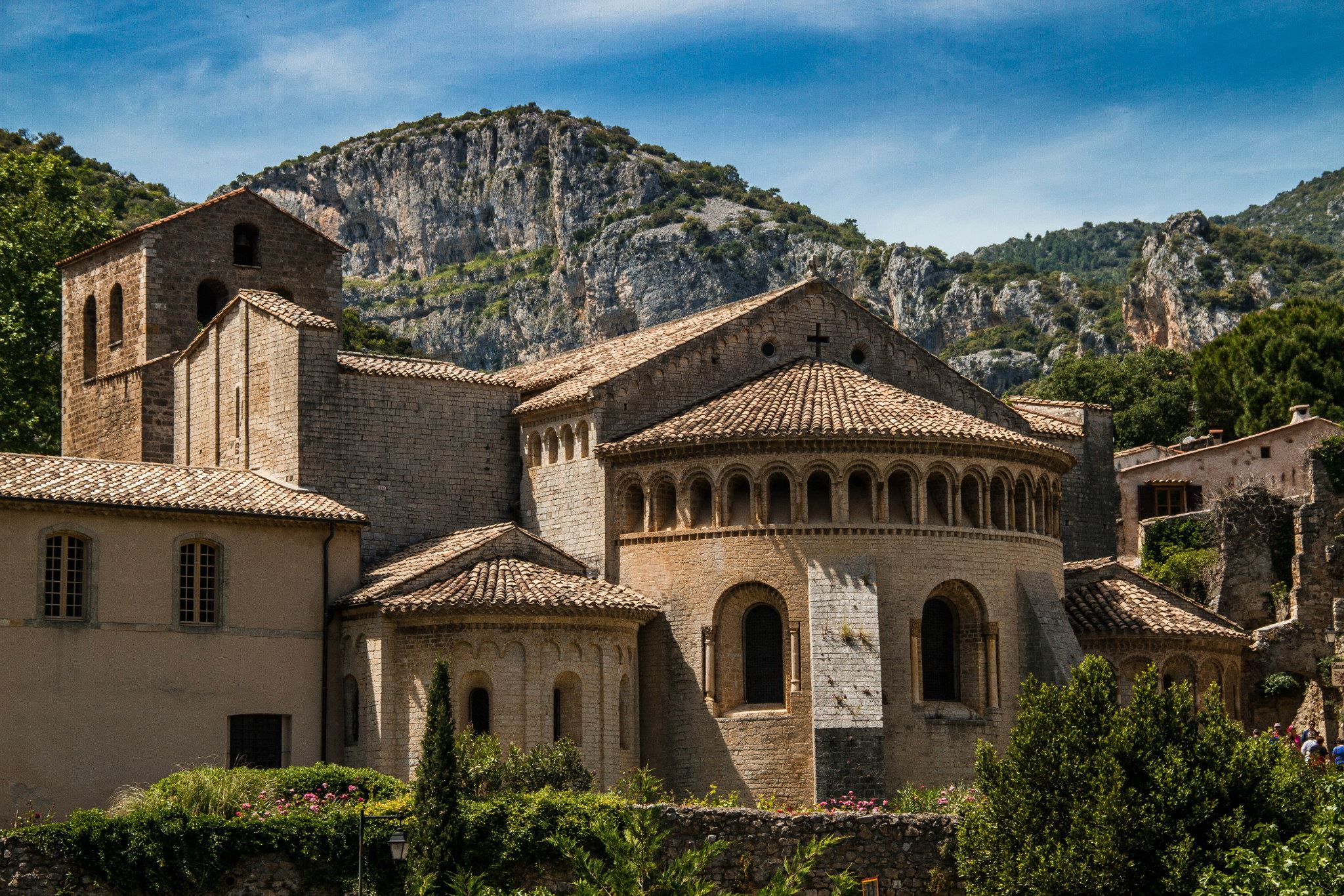
Kloster von Saint-Guilhem-le-Désert

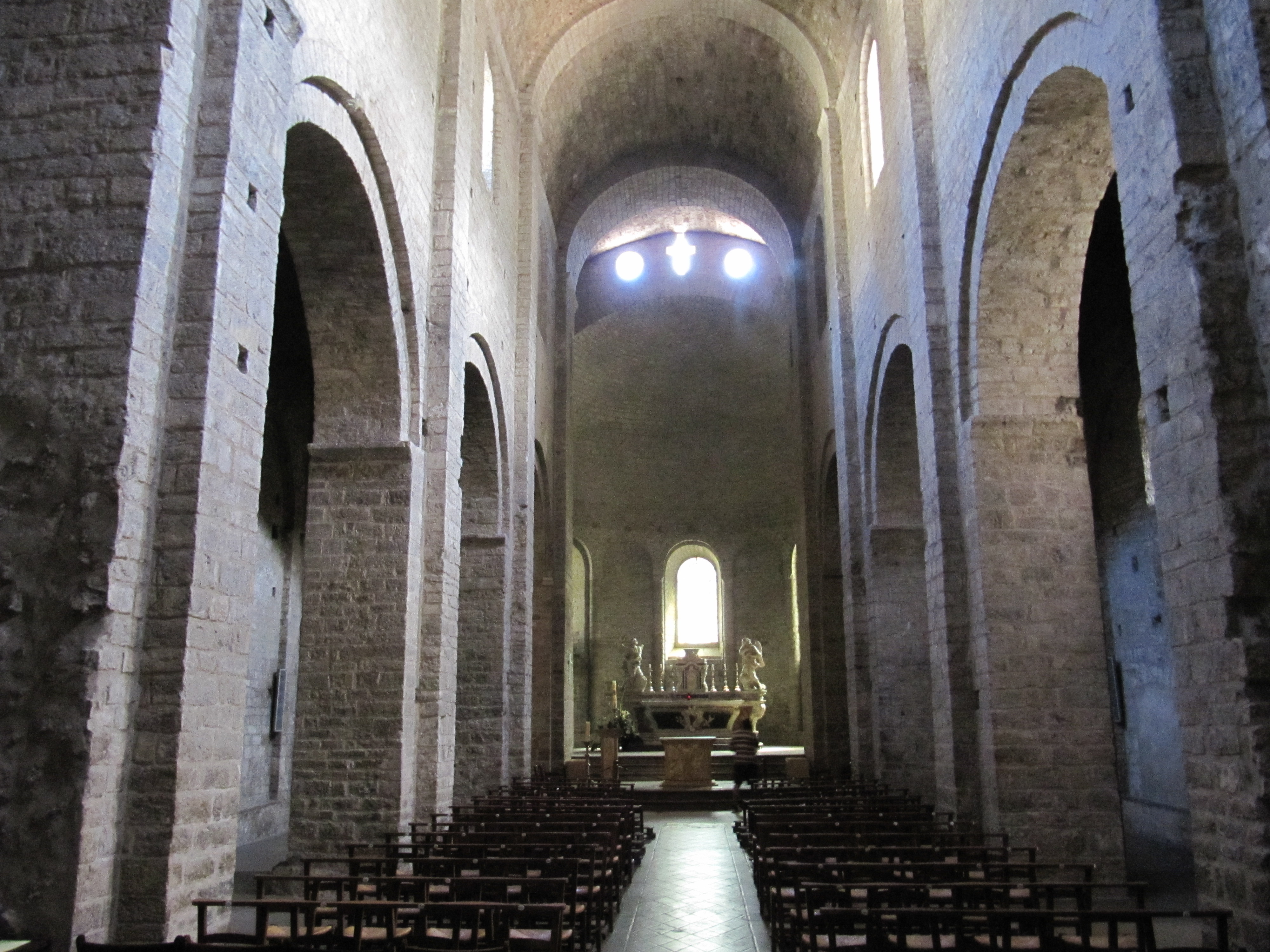
Inneres der Abteikirche nach Osten

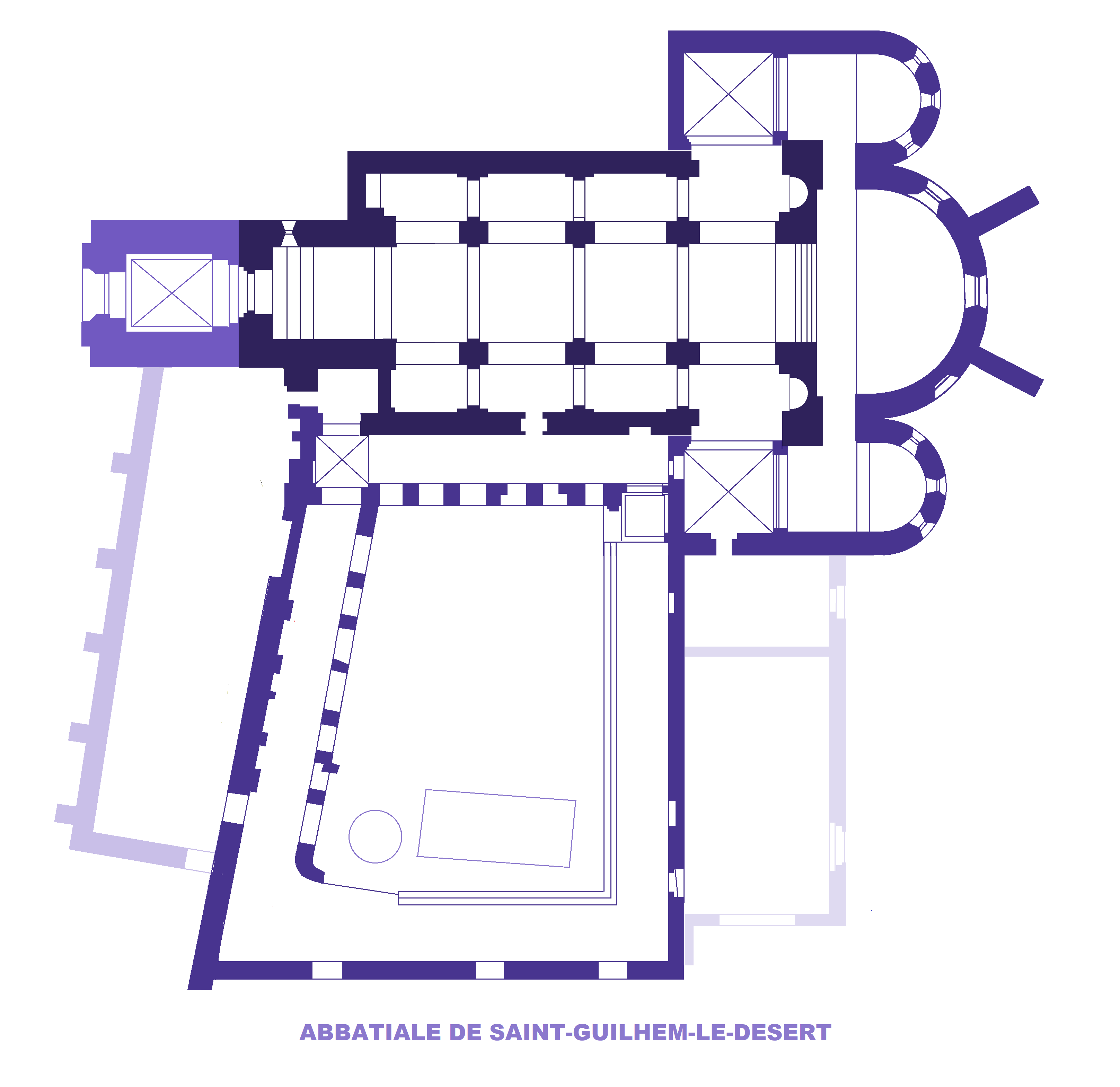
Grundriss der Abteikirche

Das Kloster Saint-Guilhem-le-Désert war ein Benediktinerkloster in der französischen Gemeinde Saint-Guilhem-le-Désert im Département Hérault. Die erhaltenen Klosterbauten und vor allem die Abteikirche sind seit dem Jahr 1840 als Monument historique klassifiziert. Im Jahr 1998 wurde das Klostergelände als Teil des UNESCO-Weltkulturerbes der „Jakobswege in Frankreich“ ausgezeichnet.

## Lage
Das Kloster liegt am Fluss Hérault in den südlichen Ausläufern des Zentralmassivs bzw. der Cevennen in einer Höhe von ca. 90 m. Die Entfernung zur Großstadt Montpellier beträgt etwa 45 km (Fahrtstrecke) in südöstlicher Richtung; die Strände von Sète und Agde befinden sich etwa 60 km südlich.

## Geschichte
Wilhelm von Aquitanien (auch Guilhem de Toulouse) war Verwandter und erfolgreicher Heerführer Karls des Großen; im Jahr 790 wurde er zum Graf von Toulouse ernannt. Das Kloster Saint-Guilhem-le-Désert wurde in einem felsigen und abgelegenen Abschnitt des Hérault-Tals um das Jahr 804 als „Kloster von Gellone“ gegründet; zwei Jahre später zog sich Wilhelm hierhin als Eremit zurück. Schon bald nach seinem Tod († 812) wurde er hoch verehrt und sein Grab ist bis in die Gegenwart eine bedeutende Etappe der Jakobspilger auf der Via Tolosana, einem der französischen Abschnitte des Jakobsweges nach Santiago de Compostela. Mit der Heiligsprechung Wilhelms im Jahr 1066 und der damit einhergehenden Zunahme der Pilgerströme zu seinem Grab wurde Gellone unter dem Namen „Saint-Guilhem-le-Désert“ bekannt. Die Entstehungszeit von Abteikirche und Kreuzgang (cloître) wird in das 11. bis 13. Jahrhundert datiert, wobei verschiedene Phasen zu unterscheiden sind. Der Glockenturm (clocher) stammt aus der 2. Hälfte des 12. Jahrhunderts.
Während oder nach der Französischen Revolution wurden die Klostergebäude abgerissen und die Steine verkauft, aber auch andere Teile des Gebäudekomplexes wurden beschädigt. Ende des 19. Jahrhunderts wurden mit Geldern von John D. Rockefeller II. große Teile des Kreuzgangs demontiert und später im New Yorker Museum The Cloisters mit Originalen anderer europäischer Kloster vermischt wieder aufgebaut. Daneben gelangten Teile in das Archäologische Museum von Montpellier und weitere private Sammlungen.

## Architektur

### Kirche
Die ursprüngliche Abteikirche war bereits dreischiffig und im Aufriss basilikal, doch wurde die Chorpartie im 13. Jahrhundert erweitert. Das im Vergleich zu seiner Breite deutlich höhere Mittelschiff, aber auch die schmalen Seitenschiffe sind tonnengewölbt und mit Gurtbögen versehen, die als Wand- bzw. Pfeilervorlagen nach unten geführt werden. Die Pfeiler selbst sind aus Werksteinen gemauert und vollkommen schmucklos.

### Kreuzgang
Der ehemals im Grundriss trapezförmige Kreuzgang bestand aus vier Flügeln, von denen nur noch zwei – nach einer im 19. Jahrhundert durchgeführten Restaurierungsmaßnahme – halbwegs erhalten sind.

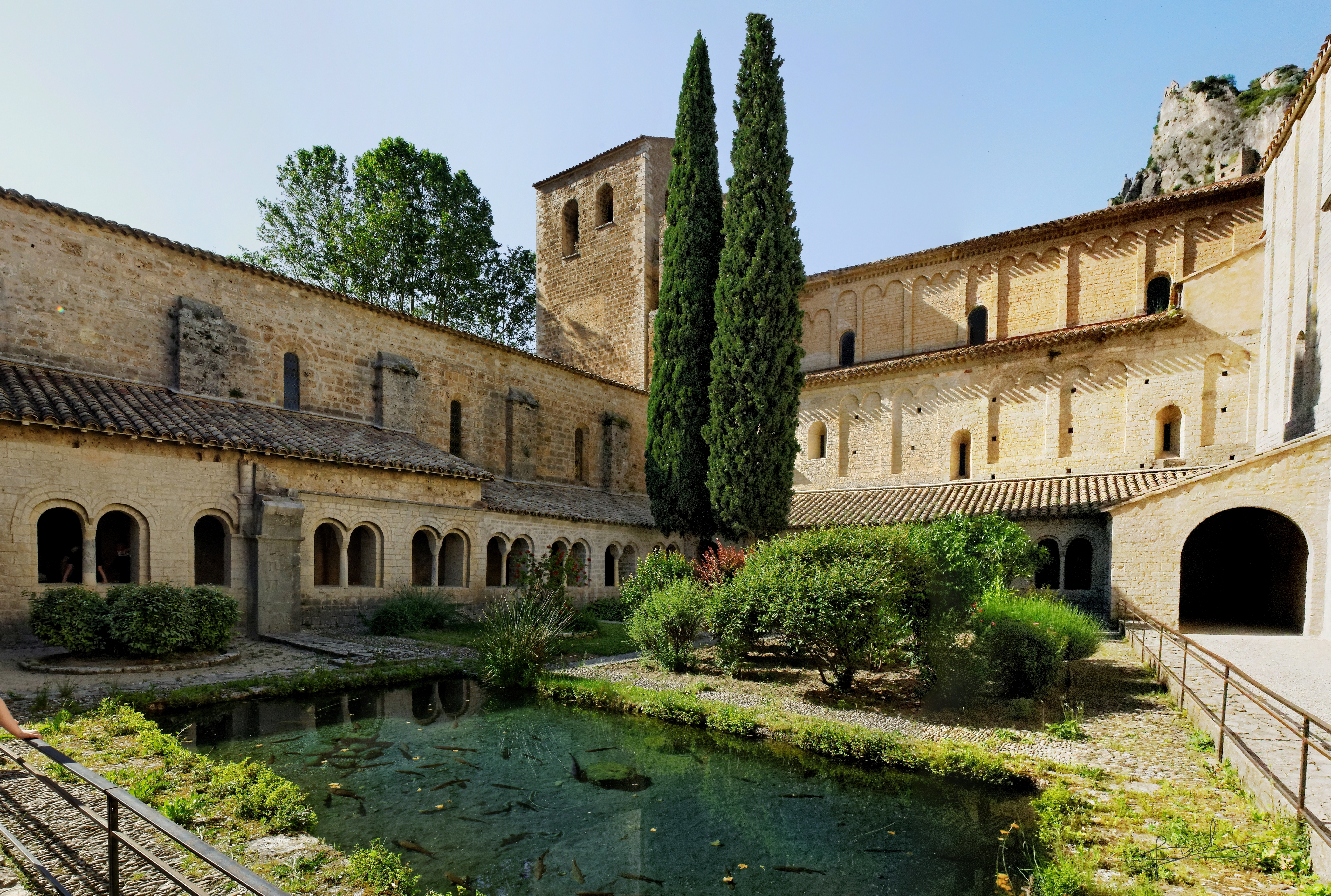
Verbliebener Teil des Kreuzgangs
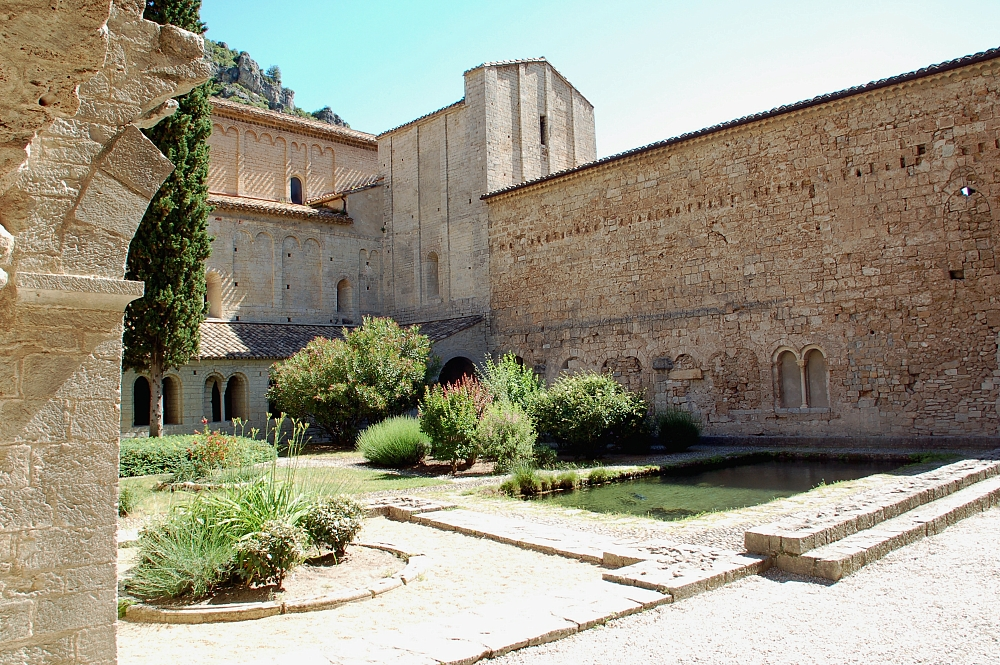
Fehlender Teil des Kreuzgangs
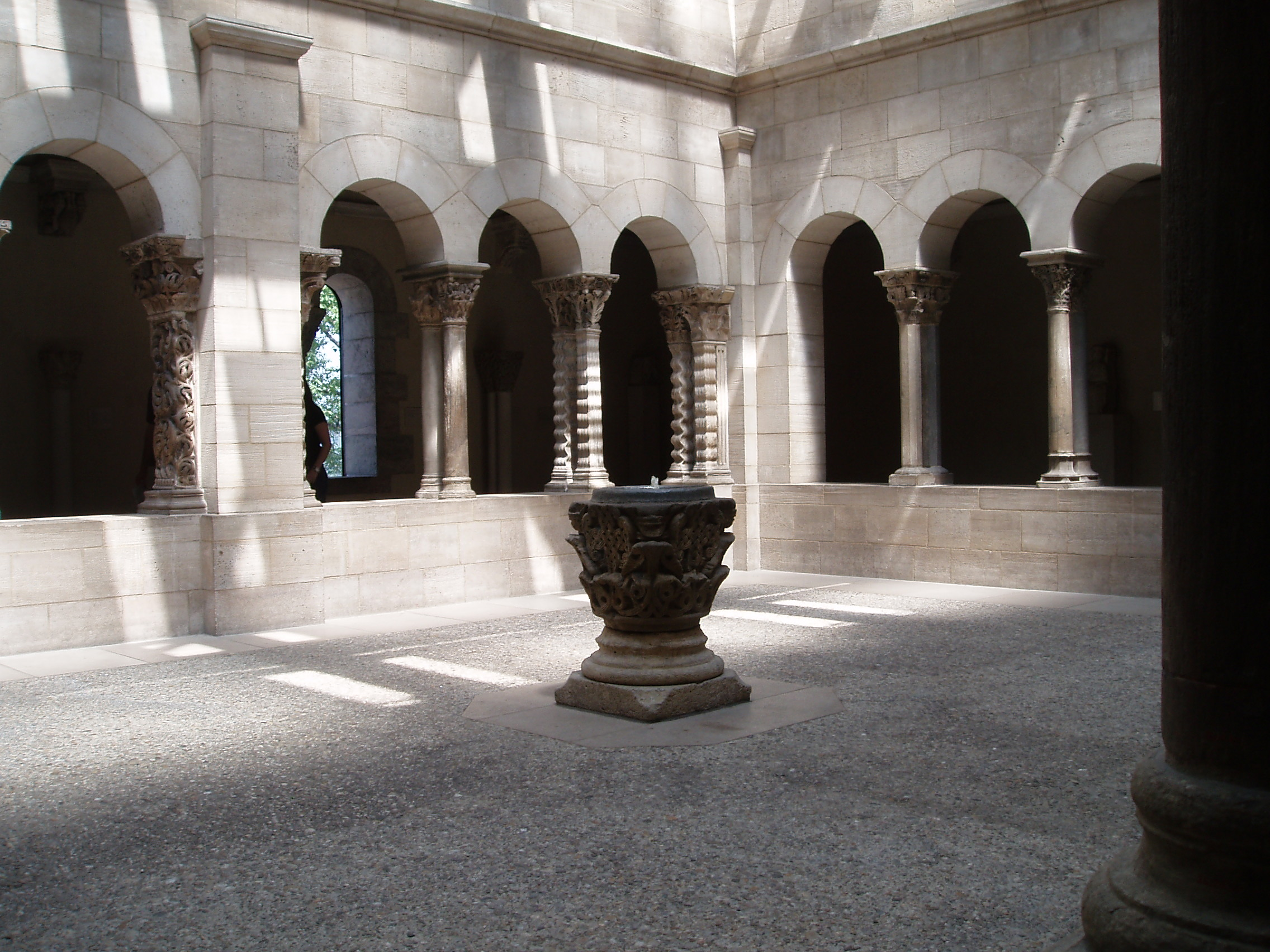
Teile des Kreuzgangs im New Yorker Museum The Cloisters
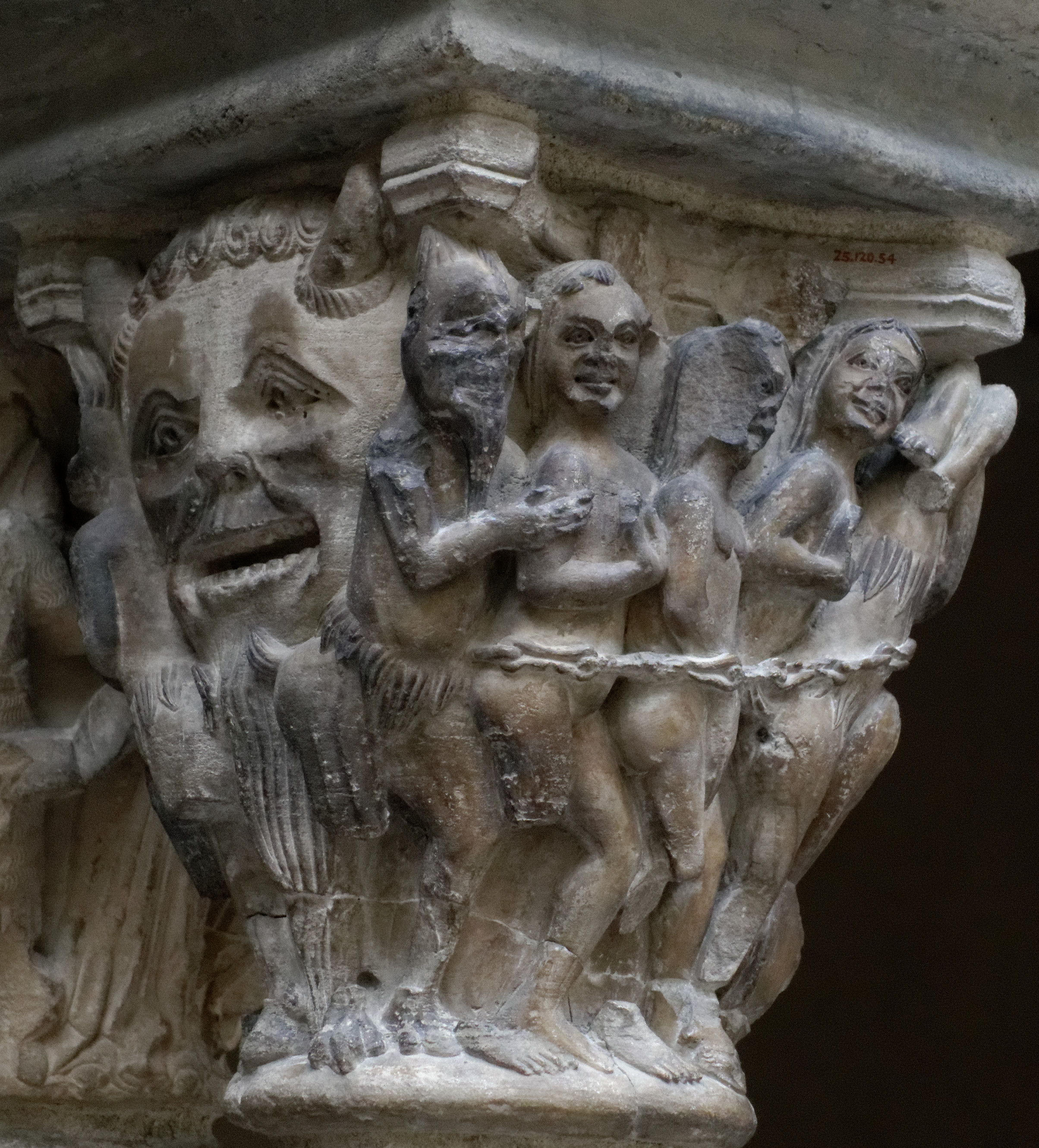
Kapitell mit Verdammten
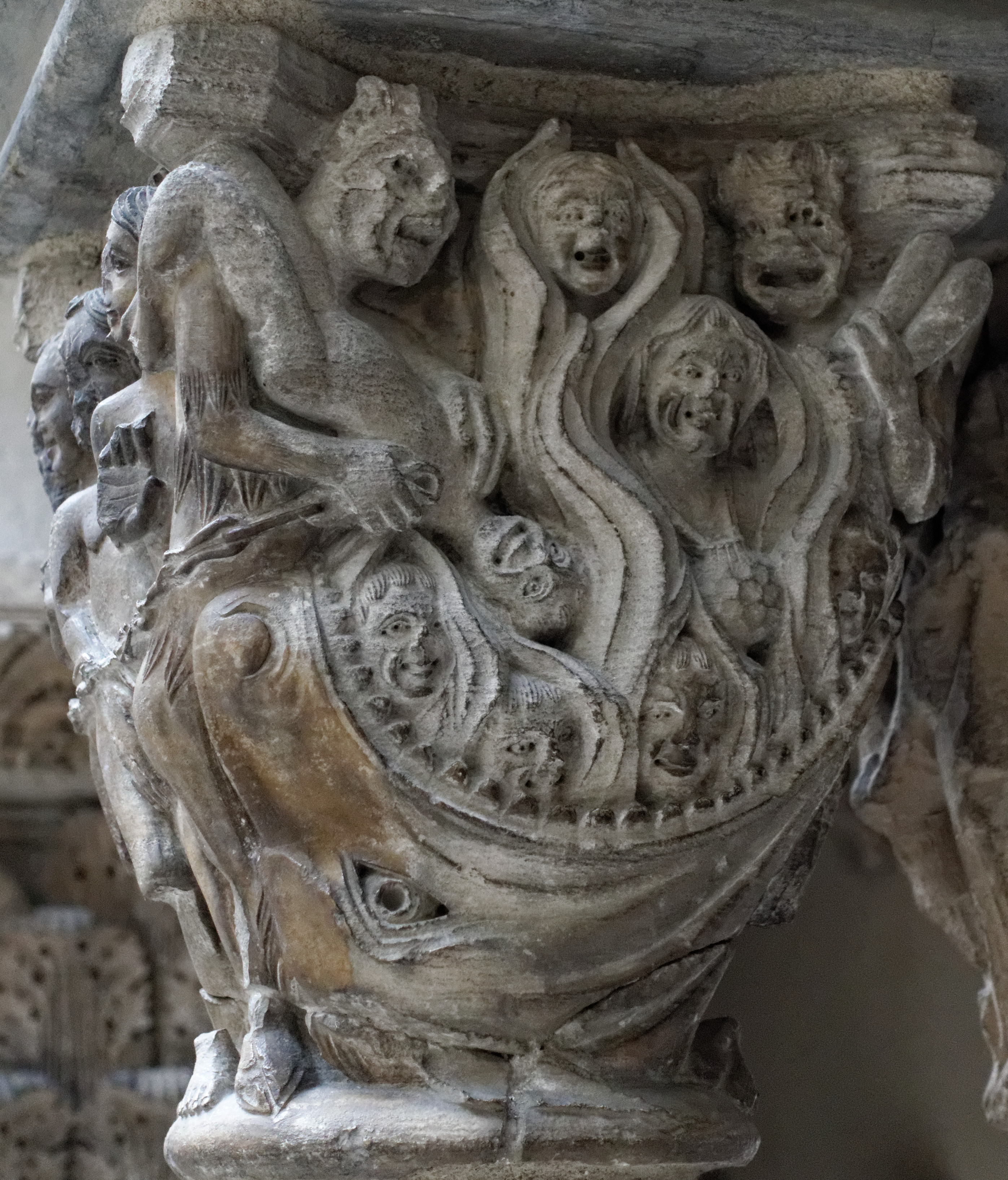
Kapitell mit Höllenschlund